# Burgo municipal
Os burgos municipais (em inglês:  Municipal borough) eram um tipo de distrito britânico de governo local, que existiu na Inglaterra e no País de Gales entre 1835 e 1974, na Irlanda do Norte de 1840 a 1973 e na República da Irlanda de 1840 a 2002. Estruturas amplamente semelhantes existiram na Escócia de 1833 a 1975 com a reforma dos burgos reais e a criação de burgos policiais.

## Inglaterra e País de Gales

### Lei das corporações municipais de 1835
Os burgos existiam na Inglaterra e no País de Gales desde os tempos medievais. No final da Idade Média, eles estavam sob controle real, com corporações estabelecidas por carta régia. Essas corporações não eram eleitas pelo povo: caracteristicamente eram oligarquias auto-selecionadas, eram nomeadas por guildas de comerciantes ou estavam sob o controle do lorde do mansão. Uma comissão real foi nomeada em 1833 para investigar as várias corporações dos burgos na Inglaterra e no País de Gales. Em todas as 263 cidades foi encontrado algum tipo de corporação criada por carta ou existente por prescrição. A maioria tinha conselhos comuns auto-eleitos, cujos membros serviam por toda a vida. Onde havia uma eleição, os membros titulares da corporação muitas vezes indicavam efetivamente o eleitorado. Onze distritos eram candidates da corte senhorial. Seguindo o relatório da comissão real, a legislação foi introduzida para reformar as corporações do burgo.
A Lei das corporações municipais de 1835 previa uma forma reformada de governo da cidade, designada como distrito municipal. A Lei introduziu um sistema uniforme de governo municipal nos burgos municipais, com um conselho municipal eleito, composto por um prefeito, aldermanos e vereadores para supervisionar muitos assuntos locais. A legislação exigia que todas as corporações municipais fossem eleitas de acordo com uma sufrágio padrão, baseada na propriedade. A lei reformou 178 burgos. Ao mesmo tempo, foi estabelecido um procedimento pelo qual os chefes de família habitantes de uma vila poderiam requerer à Coroa, através do conselho privado, a concessão de alvará de constituição, constituindo a área um município. As tentativas de incorporar grandes cidades industriais como Birmingham, Bolton, Manchester e Sheffield por Whig e “incorporacionistas” radicais foram contestadas amargamente pelos “anti-incorporacionistas” conservadores. As objeções conservadoras à legalidade das cartas os levaram a boicotar as eleições para os novos burgos até a promulgação da Lei de confirmação das carta dos burgos de 1842.
Uma série de outros atos do parlamento alterou a legislação de 1835. Todos eles foram revogados e substituídos pela Lei das corporações municipais de 1882. A Lei de 1882 e a Lei consolidada do Governo local de 1933 forneceram a base legal para os burgos municipal até sua abolição. Uma importante mudança na legislação de 1933 removeu o direito de requerer a incorporação dos moradores residentes. No futuro, as petições só poderiam ser feitas pelos conselhos distritais urbanos ou rurais existentes.
Os burgos não reformados pela Lei não foram imediatamente abolidos. Vários deles posteriormente buscaram novas patentes como burgos municipais; as que não o fizeram foram finalmente abolidas em 1887 pela Lei das corporações municipais de 1886. Somente a City of London Corporation sobreviveu como autoridade local em um estado não reformado; a cidade empreendeu uma grande reforma de sua estrutura democrática em 2005.
Em 1873, a Associação de Corporações Municipais foi formada para representar coletivamente os interesses dos burgos; seus membros incluíam burgos do condado e de fora do condado. Mais tarde, o ACM seria um forte defensor da expansão dos burgos do condado e do governo local unitário, e foi na conferência anual do ACM em 1965, que Richard Crossman pediu uma reforma de todo o governo local. Este discurso eventualmente levou ao Relatório Redcliffe-Maud recomendando grandes conselhos unitários para toda a Inglaterra.

### Corporação e conselho
Cada burgo municipal possuía uma corporação uniformemente designada como prefeito, vereadores (aldermen) e burgueses da cidade. A única exceção era onde o distrito gozava do estado de cidade; neste caso, os “burguês” tornaram-se “cidadãos”. Em um punhado de cidades, o magistrado-chefe recebia a dignidade adicional de lorde prefeito.
A corporação era uma entidade corporativa com sucessão perpétua e incluía todos os eleitores registrados ou “burgueses” do burgo. No entanto, a administração real era realizada por um conselho municipal, que era na verdade um comitê representativo da comunidade em geral. Todos os elegíveis para votar eram inscritos na “lista de burgueses”, que era compilada anualmente pelo escrivão municipal.

#### Conselhos municipais
O conselho municipal de cada burgo municipal consistia em um prefeito, aldermen e vereadores. Os conselheiros eram eleitos diretamente pelos burgueses para um mandato de três anos, com um terço de seus membros se aposentando a cada ano. Burgos com uma população de mais de 6000 foram divididos em concelhos (wards) com eleições separadas realizadas em cada ward anualmente. Um quarto do conselho eram vereadores (aldermen), eleitos pelo conselho para um mandato de seis anos. Metade dos vereadores era eleita a cada três anos na reunião anual do conselho. Foi originalmente previsto, que o conselho escolheria pessoas de fora do órgão municipal. Na prática, porém, as bancadas vereadoras eram preenchidas quase que exclusivamente pela promoção de vereadores de longa data. O prefeito do burgo foi eleito para mandato de um ano, embora pudesse ser reeleito por tempo indeterminado. De acordo com a legislação original, o prefeito era obrigado a ser um vereador ou alderman. A Lei das corporações municipais de 1882 autorizou o conselho a eleger qualquer habitante devidamente qualificado do burgo como prefeito. No entanto, a prefeitura continuou a ser quase universalmente conferida a um alderman ou conselheiro sênior.
As eleições municipais foram originalmente realizadas em 1º de novembro, com a eleição para prefeito e preenchimento de vagas vereadoras em 9 de novembro. As eleições foram canceladas durante a Primeira e a Segunda Guerra Mundial, e as eleições de novembro de 1948 foram adiadas para maio de 1949. A partir dessa data, as eleições municipais foram realizadas na segunda quinta-feira de maio. Tendo em vista a próxima reorganização do governo local, as eleições de 1972 foram remarcadas para 4 de maio, sem eleições em 1973 e todos os vereadores e aldermen em exercício ocupando seus cargos até a meia-noite de 31 de março de 1974.

### Burgos do condado e não do condado
Em 1889, a Lei do governo local do Reino Unido de 1888 criou conselhos do condado em toda a Inglaterra e País de Gales. Os burgos foram divididos em dois tipos, alguns se tornando burgos do condado, totalmente autônomos e independentes da administração do conselho do burgo.
Os distritos não pertencentes ao condado tinham poderes mais limitados de autogoverno e compartilhavam o poder com os conselhos do condado. Em 1894, as cidades que não haviam sido incorporadas como burgos tornaram-se distritos urbanos com poderes semelhantes aos burgos municipais.
O título de “burgo” (borough) era considerado mais digno do que “distrito urbano”, e muitos distritos urbanos maiores solicitaram a concessão do status de burgo municipal, e muitos receberam esse direito. O status de município não aumentou substancialmente os poderes do governo local, embora os burgos municipais acima de um determinado tamanho tivessem o direito de administrar a educação primária.

### Abolição
Sob a Lei do governo local de 1958, pequenos burgos municipais poderiam ser absorvidos pelos distritos rurais vizinhos para se tornarem burgos rurais, com os poderes de uma junta de freguesia. Sete pequenos burgos da Cornualha, Devon e Shropshire passaram por esse processo.
Os burgos municipais restantes, dos quais havia mais de 200, foram abolidos em 1º de abril de 1974 pela Lei do governo local de 1972. Na Inglaterra, eles foram substituídos por distritos metropolitanos ou não metropolitanos e no País de Gales por distritos.
Na maioria dos casos, os privilégios cívicos e brasões dos burgos abolidos foram herdados por uma das novas autoridades locais. Os conselhos distritais foram autorizados a solicitar uma carta para receber o estado de burgo, enquanto pequenos burgos municipais se tornaram paróquias sucessoras com conselhos municipais chefiados por um prefeito. Em alguns casos, os curadores fundadores, um comitê especial de conselheiros distritais, foram formados para perpetuar a prefeitura de uma vila ou cidade.

## Irlanda 1840–1922
A Lei das corporações municipais da Irlanda de 1840 seguiu o exemplo da legislação da Inglaterra e do País de Gales. Ao contrário da Lei de 1835, a Lei Irlandesa aboliu quase todos os burgos do país, reformando apenas 10. Os habitantes do maior dos burgos abolidos ou de qualquer cidade com uma população de 3000 habitantes podiam solicitar à coroa a incorporação sob a Lei. No caso, apenas um burgo adicional foi criado quando Wexford recebeu uma carta de incorporação em 1846. A corporação e o conselho municipal eram idênticos em constituição aos burgos ingleses, e cada burgo era dividido em distritos com três, seis ou nove conselheiros por ward e um alderman para cada três conselheiros.
A Lei do governo local da Irlanda de 1898 designou os seis maiores municípios (Belfast, Cork, Dublin, Limerick, Derry e Waterford) como condados burgos. A Lei do governo local da Irlanda de 1919 introduziu um sistema de representação proporcional nas eleições municipais. As wards foram substituídas por áreas eleitorais, e todo o conselho seria eleito trienalmente. As eleições separadas de aldermens e vereadores foram encerradas, com todos os membros do conselho eleitos pelo voto popular. Um quarto dos membros eleitos tinha direito ao título de “aldermen”, que era usado para designar os primeiros candidatos eleitos em cada área. Os demais candidatos aprovados são “conselheiros”.
Na partição em 1922, dois distritos foram incluídos na Irlanda do Norte e nove no Estado Livre Irlandês.

## Irlanda do Norte
No estabelecimento, a Irlanda do Norte continha apenas os burgos do condado de Belfast e Derry. O Parlamento da Irlanda do Norte aboliu a representação proporcional nas eleições do governo local em 1922 e alterou a Lei de 1840 em 1926, permitindo que os distritos urbanos solicitassem ao governador uma carta de incorporação. Assim, em 1972, o número de burgos aumentou para 12 em número.
O sistema de governo local foi reorganizado em 1973, com 26 distritos governamentais locais substituindo todos os condados e burgos municipais, bem como distritos urbanos e rurais. O estatuto de cidade ou burgo conferido pelas cartas municipais passou para os novos conselhos distritais.

## Estado Livre Irlandês e República da Irlanda
Nove burgos (quatro burgos de condado e cinco burgos municipais) foram incluídos no território do Estado Livre Irlandês em 1922. Dois novos burgos foram criados por lei. Em 1930, o burgo de Dún Laoghaire foi criado pela fusão dos quatro distritos urbanos de Blackrock, Dalkey, Dún Laoghaire e Killiney e Ballybrack no Condado de Dublin. Este burgo foi posteriormente abolido sob a Lei do governo local de Dublin de 1993. Em 1937, a cidade de Galway foi reconstituída como um burgo municipal.
A Lei do governo local de 2001 aboliu os burgos municipais. Os burgos do condado foram substituídos por “cidades” estatutárias, enquanto o título de “burgo” foi mantido para as outras cidades, que detinham o estado.